# Шалабай
Шалаба́й (каз. Шалабай) — село у складі Жарминського району Абайської області Казахстану. Адміністративний центр та єдиний населений пункт Шалабаївського сільського округу.
Населення — 928 осіб (2021; 1104 у 2009, 1175 у 1999, 1188 у 1989).
Національний склад станом на 1989 рік:
- казахи — 70 %
- росіяни — 21 %